# Bitwa pod Abydos (989)
Bitwa pod Abydos – starcie zbrojne, które miało miejsce 13 kwietnia 989 roku w trakcie bizantyńskiej wojny domowej pod miastem Abydos nad Hellespontem.

## Sytuacja przed bitwą
Po wzmocnieniu sześciotysięcznymi siłami Waregów, przysłanych przez wielkiego księcia kijowskiego Włodzimierza I Wielkiego, cesarz Bazyli II odniósł swoje pierwsze zwycięstwo nad byłym katepanem Italii Kalokyrosem Delphinasem pod Chryzopolem, naprzeciwko Konstantynopola. W tym czasie główne siły pretendenta do tronu Bardasa Fokasa kontynuowały oblężenie ważnej twierdzy Abydos (320 km na południowy zachód, nad Hellespontem), próbując odciąć stolicę od dostaw żywności. Bazyli II (razem z bratem Konstantynem i siłami Waregów) wyruszył morzem celem udzielenia pomocy miastu.

## Bitwa pod Abydos
Obie armie stały naprzeciw siebie bezczynnie przez kilka dni, wreszcie 13 kwietnia 989 roku cesarz zaskoczył nagłym atakiem i ostatecznie rozgromił główne siły buntowników. Uzurpator Bardas Fokas zginął podczas bitwy prowadząc swoje wojska do ataku, większość współczesnych historyków jego śmierć przypisuje tętniakowi lub zawałowi serca.

## Opis bitwy autorstwa kronikarza Michała Psellosa
Bizantyjski kronikarz Michał Psellos, opisuje w swojej Kronice, jak Bardas stanął na czele doborowych oddziałów piechoty iberyjskiej (opisanych jako młodych – z zaczątkiem brody, wysokich – ale tego samego wzrostu, zbrojnych w miecze dzierżone w prawej ręce oraz niepokonanych) i zaszarżował na cesarza. Kiedy młody cesarz Bazyli II i jego brat Konstantyn wyjechali mu naprzeciw, Bardas zsunął się z siodła i zmarł. Iberowie rozproszyli się i uciekli, a głowa Bardasa została odcięta i dostarczona cesarzowi. Jako przyczynę śmierci podejrzewano ranę od rzuconej włóczni lub chorobę. Z kolei Konstantyn twierdził później, iż to jego włócznia zabiła buntownika. Wśród współczesnych dominowała teoria, że Bardas został otruty na rozkaz Bazylego II przez swojego podczaszego. Psellos, opisując te wydarzenia pół wieku później, przypisał zwycięstwo cesarza Bazylego II ikonie Matki Boskiej, którą ten trzymał podczas bitwy jak tarczę.

## Konsekwencje
Część stronników Bardasa Fokasa została zmasakrowana przez zwycięzców, a odcięta głowa Bardasa była później obwożona po terenach Cesarstwa. Starcie to praktycznie zakończyło rebelię, chociaż pewien opór tlił się jeszcze przez do 11 października 989 roku, kiedy to na dość korzystnych dla siebie warunkach skapitulował Bardas Skleros. Zwycięstwo to otworzyło Bazylemu II drogę do samodzielnych rządów. W tym samym czasie cesarz powołał Gwardię wareską.